# Šárka Barborková
Šárka Barborková Demar (Praga, 6 novembre 1985) è un'ex pallavolista ceca, nel ruolo di schiacciatrice.

## Carriera
La carriera di Šárka Barborková comincia nel 1998 nella titolata squadra della sua città natale, l'Olymp Praha, con la quale, in sei anni di permanenza si aggiudica due scudetti e tre coppe nazionali. Nella stagione 2004-05 passa alla squadra svizzera del BTV Lucerna, dove resta per tre stagioni, senza ottenere alcun successo.
Dal 2007 comincia una lunga parentesi nel campionato tedesco, che la porterà a giocare prima nell'1. VBC Wiesbaden per una stagione, poi nel VC Stoccarda per due annate ed infine, nella stagione 2010-11, nel Rote Raben Vilsbiburg: la sua avventura in Germania si conclude senza alcuna vittoria. Nel 2010 ottiene le prime convocazioni in nazionale, partecipando al campionato mondiale 2010.
Nella stagione 2011-12 viene ingaggiata dalla squadra italiana del GSO Villa Cortese, in Serie A1, mentre nella stagione successiva si trasferisce in Turchia ingaggiata dall'Ereğli Belediye Spor Kulübü.
Dopo due annate nella terza divisione del campionato francese col Sens Olympique Club Volley Ball, approda in Ligue A nella stagione 2015-16, difendendo i colori del Nantes, ritirando al termine della stagione seguente

## Palmarès

### Club
- Campionato ceco: 2

1998-99, 2004-05
- Coppa della Repubblica Ceca: 3

1998-99, 1999-00, 2003-04

### Premi individuali
- 2011 - European League: Miglior ricevitrice